# Arrocera Zapata
Arrocera Zapata est une localité uruguayenne du département de Treinta y Tres.

## Localisation
Arrocera Zapata se situe au nord-est du département de Treinta y Tres et au sud-est de la localité de Estación Rincón, à environ 15 km à l’ouest de la lagune Mirim.

## Population
D’après le recensement de 2011, Arrocera Zapata compte 116 habitants.

## Source
- (es) Cet article est partiellement ou en totalité issu de l’article de Wikipédia en espagnol intitulé « Arrocera Zapata » (voir la liste des auteurs).